# Донская-Присяжнюк, Вера Артемьевна
Вера Артемьевна Донская-Присяжнюк (5 января 1929, Томилино, Московский округ — 1984, Москва) — советская актриса театра и кино.

## Биография
Родилась в 1929 году в с. Томилино Московской области.
В 1952 окончила вокальное отделение Московского музыкального училища им. Октябрьской революции.
В 1951—1971 годах — актриса вокально-драматической части Малого театра, с 1975 года — актриса Большого театра.
Снималась в кино. В 1964 году стала лауреатом I-ого Всесоюзного кинофестиваля — Приз за лучшую роль, в фильме «Наймичка».
Умерла в 1984 году в Москве, урна с прахом захоронена в закрытом колумбарии Николо-Архангельского кладбища.
Была женой скульптора Заслуженного художника РСФСР Л. В. Присяжнюка.

## Фильмография
- 1954 — Анна на шее — цыганка
- 1955 — Княжна Мери — гостья
- 1955 — Пламя гнева — Орыся
- 1957 — Дорогой ценой — Соломия — главная роль
- 1963 — Наймичка — Ганна — главная роль
- 1964 — Одиночество — Лушка
- 1964 — Порт-Артур (фильм-спектакль) — Куинсан
- 1967 — Пропавший чиновник (фильм-спектакль) — дама
- 1972 — Надежда — Александра Николаевна Григорьева